# Don’t Say a Word (EP)
A Don’t Say a Word című lemez a Sonata Arctica legutóbbi, negyedik EP-je, 2004-ből. A címadó dal a Reckoning Night-on szerepel. Finnországban listavezető volt.

## Számok
1. Don't Say a Word (Rövidített verzió)
2. Ain't Your Fairytale
3. World in My Eyes (Depeche Mode-feldolgozás)
4. Two Minds, One Soul (Vanishing Point-feldolgozás)

## Közreműködők
- Tony Kakko – ének
- Jani Liimatainen – gitár
- Tommy Portimo – dob
- Marko Paasikoski – basszusgitár
- Henrik Klingenberg – billentyűsök
- Mikko Karmila – az 1. és 2. szám keverése (Finnvox Studio)
- Ahti Kortelainen – a 3. és 4. szám keverése (Tico Tico Studio)
- Mika Jussila – gyártásvezető
- Markus Staiger – executive producer
- Janne Pitkänen – borítótervező